# Neoechinorhynchus (Neoechinorhynchus) qatarensis
Neoechinorhynchus (Neoechinorhynchus) qatarensis is een soort haakworm uit het geslacht Neoechinorhynchus. De worm behoort tot de familie Neoechinorhynchidae. Neoechinorhynchus (Neoechinorhynchus) qatarensis werd in 2002 beschreven door Omar M. Amin, M.F.A. Saoud & K.S.R. Alkuwari.